# Allan Schulman
Karl Allan Rudolf Schulman, född 15 september 1919 i Helsingfors, död 12 juli 2003 i Stockholm, var en finlandssvensk journalist och TV-producent.

## Biografi
Allan Schulman var verksam som journalist och redaktionschef vid finlandssvenska tidningar och lokalradiostationer 1941–1950 och producent vid Finlands rundradio 1950–1953. År 1953 kom han till Stockholm och Radiotjänst, där han först verkade som producent och 1958 blev produktionschef. Han var bland annat producent för Frukostklubben med Sigge Fürst som programledare. Åren 1962–1965 var Schulman TV-producent. Han lämnade sedan radio- och TV-världen för några år och blev informationschef hos Svenska Röda Korset 1965–1967. Mellan 1967 och 1984 var han anställd vid SR/SVT som producent, bland annat för Kvitt eller dubbelt. I många år producerade han också Hylands hörna. 
Ett av hans stora intressen var bygdeteater och folklustspel, vilka han regisserade i olika delar av Sverige. Hit hör till exempel folklustspelet Älvdalssagan som utspelar sig i Värmland på 1800-talet och skrevs av vissångaren Gunde Johansson, efter en idé av Allan Schulman. Förutom att regissera Älvdalssagan spelade Schulman också Kullervo, den oborstade och grove vildmarksfinnen. Under ett antal år var han media/TV-lärare på medialinjen vid Kaggeholms folkhögskola.

## Familj
Schulman var son till propagandachefen Morgan Schulman (1889–1954) och författarinnan Tyyni Krank (1895–1956). Han tillhörde den adliga ätten Schulman. Allan Schulman var mellan 1945 och 1974 gift med journalisten Eva Tawaststjerna (1925–2012). Hans barn i detta gifte var Jannecke (f. 1945) , Leif (f. 1946), Mikaela (f. 1949) och Annika (f. 1955, gift med Sanny Åslund). Från 1974 var han gift med journalisten Lisette Stolpe. I detta gifte blev han far till Niklas (f. 1974), Alex (f. 1976) och Calle (f. 1979). Allan Schulman är begravd på Skogskyrkogården i Stockholm.
Sonen Alex Schulman gav 2009 ut boken Skynda att älska, en minnesroman som han tillägnat sin far.